# Johann Michael Ballmann
Johann Michael Ballmann (Medgyes, 1765. december 15. – Medgyes, 1804. november 6.) gimnáziumi tanár.

## Élete
A gimnáziumot szülővárosában végezte, ahol iskolatársai közül kitűnt gyors felfogásával és szorgalmával. Apjának szerény anyagi viszonyai miatt már korán rákényszerült, hogy saját szükségleteiről gondoskodjon; innen ered későbbi takarékossága, és szerény, visszahúzódó életvitele. 1787-ben Homoróddarócon rektor lett; 1790-ben Medgyesen letette vizsgáit, külföldre utazott, és a tübingeni egyetemen folytatta tanulmányait. 1792-ben tért vissza szülővárosába, hol az algimnáziumnál mint rendes tanárt alkalmazták. 1793-ban egy megfázás szövődményeképpen elvesztette a hallását, ami még inkább visszahúzódóvá tette, és a történelem tanulmányozásában keresett vigasztalást. 1803-ban aligazgatóvá nevezték ki, ettől az évtől kezdve a történelmen kívül a filozófiát és földrajzot is tanította.

## Nyomtatásban megjelent munkái
- Statistische Landes-Kunde Siebenbürgens im Grundrisse. 1. Heft. Hermannstadt:Hochmeister, 1801.
- Flächen-Inhalt der einzelnen Gespannschaften, Stühle und Distrikte in Siebenbürgen (Siebenbürgische Quartalschrift IV.)
- Einige Bemerkungen und Zusätze zu den siebenbürgischen Annalen des 14. Jahrhunderts (Siebenbürgische Quartalschrift VI.)
- Nachlese zu den siebenbürgischen Annalen des 14. Jahrhunderts (Siebenbürgische Quartalschrift VI.)
- Ueber die Praediales in dem sächsischen National-Privilegium des K. Andreas II. vom Jahre 1224 (Provinzial-Blätter I.)
- Ueber die jetzige Staatsverfassung Siebenbürgens (Provinzial-Blätter I.)

## Kéziratban maradt munkái
- Statistische Landes-Kunde Siebenbürgens im Grundrisse. 2. Heft.
- Geschichte Siebenbürgens von den ältesten Zeiten bis auf Andreas II.
- Siebenbürgische Annalen des ersten Viertels des 16. Jahrhunderts. (Blättern für Geist, Gemüth etx. 1845. Nr. 37-43.)
- Abriß der ältern Geschichte Siebenbürgens bis zum Jahr 1540.
- Beitrag zur Aufklärung der ursprünglichen, innern Verfassung der sächsischen Nation in Siebenbürgen.
- Kurze Reformationsgeschichte Siebenbürgens.
- Siebenbürgische Annalen des 15. Jahrhunderts.
- Kurze Geschichte Siebenbürgens für Kinder.
- Geographische Beschreibung des Großfürthentums Siebenbürgen.
- Eine Sammlung von Dokumenten und Urkunden, die Geschichte Siebenbürgens betreffend.